# Río Nepa
El río Nepa es un río asiático del norte de la Siberia rusa, un afluente de la margen izquierda del río Tunguska Inferior,  a su vez afluente del curso inferior del río Yeniséi. Su longitud total es 683 km y su cuenca drena una superficie de 19.100 km² (un poco menor que Eslovenia).
Administrativamente, el río discurre íntegramente por el óblast de Irkutsk de la Federación de Rusia.

## Geografía
El río Nepa nace en la región oriental de los Altos del Angara, una región de baja montaña a unos 300 km al noreste de Bratsk (259.300 hab. en 2002), en el óblast de Irkutsk. El río nace muy próximo, unos 15 km, de las fuentes del río Katanga (una de las fuentes del río Tunguska Pedregoso) y a menos de 100 km de las propias fuentes del río Tunguska Inferior.
El río Nepa discurre por una región muy montañosa, en la que recibe muchos afluentes de los valles que va cruzando. El río discurre primero en dirección sur, atravesando Tokma, y luego describe una amplia curva y se encamina hacia el Norte, pasando frente a Volokon y Bur. Sigue aguas abajo emprendiendo otra gran curva hacia el Noroeste, un tramo en el que llega a la ciudad de Ika, la más importante de todo su curso. Luego completa la curva, primero en dirección Noreste, atravesando Buzarin y Aian, y, finalmente, encaminándose hacia el Sureste, pasando por Dolkon. Desemboca por la margen izquierda en el río Tunguska Inferior, cerca de la localidad homónima de Nepa. Es río nepa es el más importante afluente del curso alto del Tunguska.
El río corre a través de una región remota muy montañosa poco habitada, con un clima muy severo, de modo que en su curso no encuentra ningún centro urbano de importancia y solamente pequeños asentamientos que se construyen sobre el suelo de permafrost. No hay vegetación, excepto musgos, líquenes y algunas hierbas.
Al igual que todos los ríos siberianos, sufre largos períodos de heladas (siete/ocho meses al año, desde principios de octubre a mayo/principios de junio) y amplias extensiones de suelo permanecen permanentemente congeladas en profundidad. Al llegar la época del deshielo, como se deshielan primero las zonas más al sur, el río inunda amplias zonas bajas próximas a sus riberas y sube bastante su nivel.